# Alchemilla bertiscea
Alchemilla bertiscea é uma espécie de rosácea do gênero Alchemilla, pertencente à família Rosaceae.